# Muscat Classic
La Muscat Classic è una corsa in linea maschile di ciclismo su strada che si tiene annualmente in Oman. Nata nel 2023, fa parte del circuito UCI Asia Tour, classe 1.1.

## Albo d'oro
Aggiornato all'edizione 2025.
| Anno | Vincitore         | Secondo         | Terzo           |
| ---- | ----------------- | --------------- | --------------- |
| 2023 | Jenthe Biermans   | Jordi Warlop    | Andrea Vendrame |
| 2024 | Finn Fisher-Black | Luke Lamperti   | Amaury Capiot   |
| 2025 | Rick Pluimers     | Jenthe Biermans | Henok Mulubrhan |